# Judee Sill
Judith Lynn „Judee“ Sill (* 7. Oktober 1944 in Oakland; † 23. November 1979 in North Hollywood, Los Angeles) war eine US-amerikanische Sängerin und Songschreiberin.

## Leben und Werk
Judee Sill wuchs weitgehend in der Kneipe ihres Vaters auf, der 1952 an einer Lungenentzündung starb. In zweiter Ehe heiratete ihre Mutter, eine chronische Alkoholikerin, einen Trinkgenossen. Judee Sill versuchte noch als Minderjährige, durch eine frühe Heirat und Flucht aus dem Elternhaus dem häuslichen Elend zu entgehen, wurde aber eingefangen und die Ehe wurde annulliert. Nach einigen bewaffneten Raubüberfällen wurde sie in eine Erziehungsanstalt eingewiesen. Nach ihrer Entlassung schrieb sich Judee Sill am Los Angeles Valley College für ein Musikstudium ein. Daneben arbeitete sie als Barmusikerin, begann mit dem Konsum harter Drogen und wurde rasch süchtig. Sie heiratete den ebenfalls drogenabhängigen Pianisten Bob Harris, der 2001 an einer Überdosis verstarb. Während ihrer Ehe versuchte Sill, als Einbrecherin und Prostituierte genügend Geld für ihren Drogenbedarf zu beschaffen. Nachdem sie nach einer Überdosis beinahe gestorben war, hörte sie vorerst mit den Drogen auf.
Nach der Lektüre religiöser und mystischer Bücher schrieb sie Lieder mit Halleluja-Refrains. David Geffen, der mit Joni Mitchell und Carole King weitere Songschreiberinnen in seinem Programm hatte, nahm Judee Sill für seine Firma Asylum Records unter Vertrag. Als ersten Song nahm sie Jesus was a Crossmaker auf, der von Graham Nash produziert wurde. Sie sagte später dazu: „Wenn ich dieses Lied nicht geschrieben hätte, wäre mir nur der Freitod geblieben.“ Der Song wurde später unter anderem von Mama Cass, The Hollies und Judie Tzuke aufgenommen. Linda Ronstadt coverte das Lied unter dem Titel Bandit & A Heart Breaker im Jahre 1989, veröffentlichte ihn aber erst zehn Jahre später.
Ihre sehr persönlichen Texte, die religiösen Anspielungen, die sorgfältigen Kompositionen und ihre klare Stimme machten Judee Sill recht schnell bekannt; sie ging im Vorprogramm von Graham Nash und David Crosby auf Tournee. Im April 1972 und im Februar 1973 trat Judee Sill in England auf, unter anderem live im Fernsehen und bei Radio One. 1973 kam ihr zweites Album auf den Markt, das sie zusammen mit Musikern wie Buddy Emmons, Spooner Oldham und Doug Dillard aufgenommen hatte. 1974 erlitt sie einen Rückfall und begann wieder mit dem Konsum von Heroin. Ihr drittes Album Dreams Come True erschien nicht mehr, obwohl acht Stücke fertig produziert worden waren, und Judee Sill verschwand aus der Musikszene. 1979 starb sie an einer Überdosis durch einen Speedball.
25 Jahre nach ihrem Tod wurden ihre Lieder wiederentdeckt. Zuerst erschienen die acht noch nicht veröffentlichten Lieder zusammen mit Demo-Aufnahmen und nicht verwendeten Versionen als Doppelalbum. Dann wurden ihre ersten beiden Platten unter dem Namen Abracadabra als Doppelalbum wiederveröffentlicht. 2007 veröffentlichte die BBC die Aufnahmen ihrer Konzerte 1972 und 1973.

## Diskographie
Alben
- Judee Sill (1971)
- Heart Food (1973)

- Dreams Come True (2005)
- Live in London. The BBC Recordings 1972-1973 (2007)

- Abracadabra. The Asylum Years (2006)